# Rohanstein

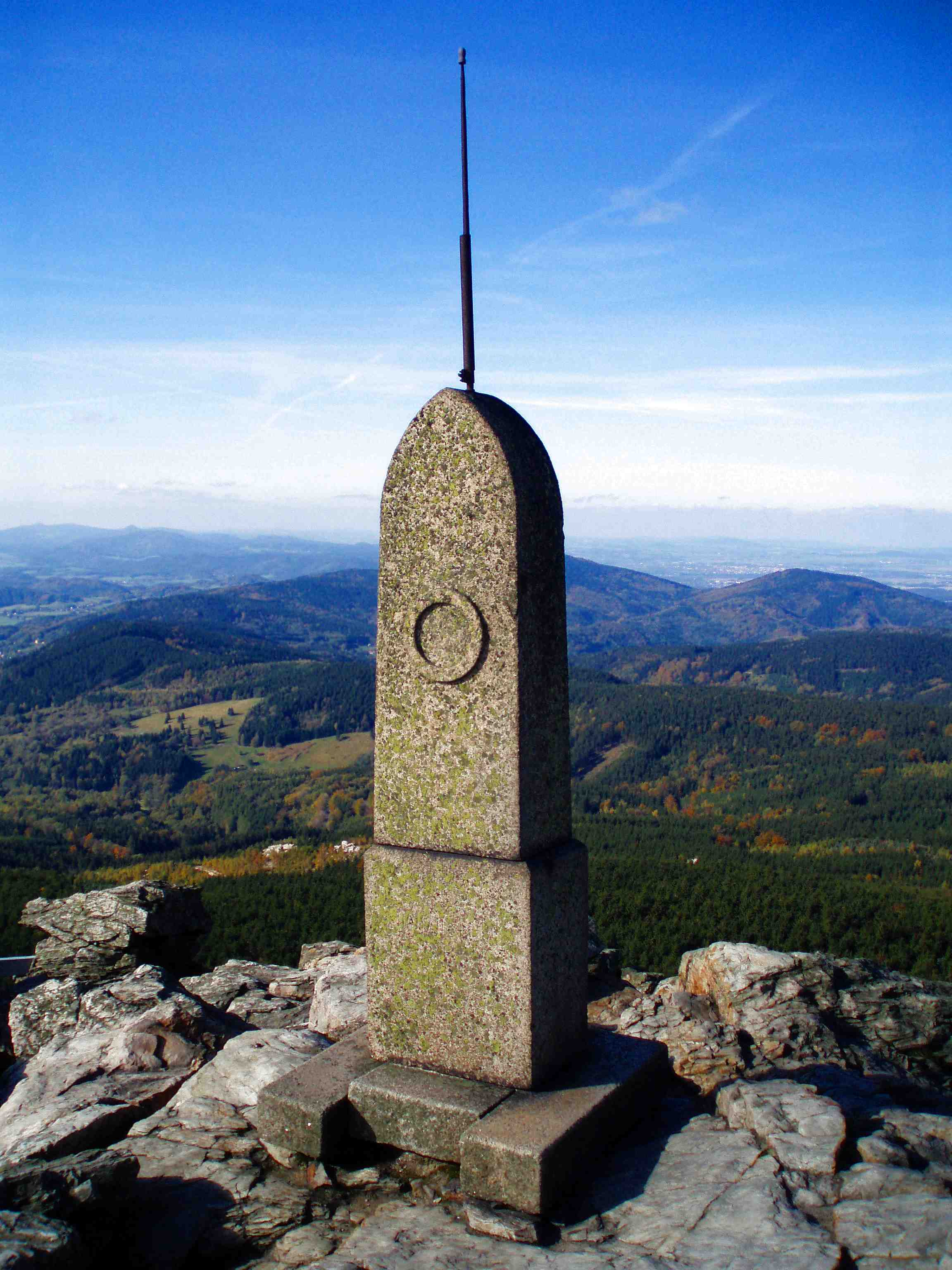
Rohanstein

Rohanstein (tschechisch: Rohanský kámen) ist ein Denkmal auf der 1012 m hohen Bergkuppe des Ještěd (Jeschken) in Tschechien.

## Geschichte
Über den Gipfel des Jeschkens führte noch vor 100 Jahren die Grenze zwischen den beiden Grundherrschaften derer von Clam-Gallas und denen von Haus Rohan. Diese Grenze wurde durch Steine markiert. Ein überdimensional großer Grenzstein aus Granit wurde 1838 auf dem Jeschken errichtet, er sollte gleichzeitig daran erinnern, dass in jenem Jahr einer der Besitzer der angrenzenden Herrschaft und zwar Adéla Rohan den Gipfel besuchte.
Der Rohanstein überdauerte die Wirren der Zeit und mit etwas Mühe kann man im unteren Teil noch Reste der deutschen Inschrift Rohanstein erkennen.